# Speelgoed van het jaar
Het predicaat Speelgoed van het Jaar wordt jaarlijks in Nederland toegekend aan een aantal speelgoedproducten in verschillende leeftijdsgroepen na een verkiezing georganiseerd door de Stichting SpeelGoed Nederland.

## Organisatie
Een vakjury van verkooporganisaties en vertegenwoordigers uit de voorlichtings- en opvoedingswereld, geselecteerd door de Stichting SpeelGoed Nederland, maakt in diverse leeftijdscategorieën een voorselectie van meerdere artikelen per leeftijdscategorie, ingestuurd door de fabrikanten/leveranciers. Op deze genomineerde artikelen wordt het logo 'Genomineerd Verkiezing Speelgoed van het Jaar' aangebracht.
De nominaties worden jaarlijks rond 1 september bekendgemaakt. Daarna kunnen consumenten via de website hun stem uitbrengen op de genomineerde producten. De laatste jaren worden via speelgoedwinkels in Nederland en op de speelgoedafdelingen van de warenhuizen kleurplaten verspreid waarop een stemoproep staat. Ook kan er gestemd worden op de Speeldag in Hoorn die elk jaar in september wordt gehouden. Begin november worden de winnaars bekendgemaakt. Per leeftijdscategorie mag het artikel met de meeste stemmen het predicaat 'Speelgoed van het Jaar' dragen.

### Criteria
De speelgoedleveranciers kunnen hun artikelen bij de organisatie inleveren om te laten beoordelen door een vakjury. Deze nomineert ieder jaar uit honderden artikelen in elk van de leeftijdscategorieën een aantal artikelen. De vakjury bestaat uit vertegenwoordigers uit verschillende disciplines: journalisten, inkopers en speelgoeddeskundigen. Bij de beoordeling letten zij vooral op de volgende criteria:
- technische kwaliteit van het artikel en de verpakking
- vormgeving, grafische verzorging en kleur
- speelwaarde
- originaliteit
- aanwezigheid van een duidelijke Nederlandstalige handleiding, voor zover vereist
- algemene verkrijgbaarheid in de speelgoedhandel
- prijs/kwaliteit verhouding

### Winnaars in Nederland
| Leeftijdscategorie             | Artikel                                  | Fabrikant        |
| 2016                           | 2016                                     | 2016             |
| ------------------------------ | ---------------------------------------- | ---------------- |
| 0-3 jaar:                      | Toet Toet Auto's Ruimtestation           | VTech            |
| 4-5 jaar:                      | Co-de-Rups                               | Mattel           |
| 6-7 jaar:                      | Stratego Pirates!                        | Jumbo            |
| 8-9 jaar:                      | Potion Explosion                         | 999 Games        |
| 10-11 jaar:                    | Nikko Peugeot 2008 DKR                   | Toy State Europe |
| 12+ spellen:                   | Escape Room the Game                     | Identity Games   |
| 2015                           |                                          |                  |
| 0-3 jaar:                      | Vrolijke vriendjes - Magisch Speelhuis   | VTech            |
| 4-5 jaar:                      | Drie kleine biggetjes                    | Smart            |
| 6-7 jaar:                      | Schetenjacht                             | Goliath          |
| 8-9 jaar:                      | Cup King                                 | 999 Games        |
| 10-11 jaar:                    | meccano Meccanoid G15 KS                 | Spin Master      |
| 12-99 jaar gezelschapsspellen: | Focus Drone                              | Spectron         |
| 2014                           |                                          |                  |
| 0-3 jaar:                      | Zoef Zoef Dieren Boomhuis                | VTech            |
| 4-5 jaar:                      | Super Sand Castle                        | Goliath          |
| 6-7 jaar:                      | Lego Friends Heartlake winkelcentrum     | Lego             |
| 8-9 jaar:                      | Nerf Rebelle Secret Agent Bow            | Hasbro           |
| 10-11 jaar:                    | Rainbow Loom® Starter Kit                | ITNetherlands    |
| 12-99 jaar gezelschapsspellen: | De Legenden van Andor                    | 999 Games        |
| 2013                           |                                          |                  |
| 0-2 jaar:                      | Nino/Nina, mijn interactieve knuffelbeer | VTech            |
| 3-5 jaar:                      | LEGO Duplo Luxe Treinset                 | Lego             |
| 6-8 jaar:                      | Furby                                    | Hasbro           |
| 9+:                            | Rockboard Scooter Original               | Niens-Trading    |
| 12-99 jaar gezelschapsspellen: | Triominos Tri-Balance                    | Goliath          |
| 2012                           |                                          |                  |
| 0-2 jaar:                      | Nijntje verstoppertje spelen             | Identity Games   |
| 3-5 jaar:                      | Tiptoi Starter Set stift + boek          | Ravensburger     |
| 6-8 jaar:                      | Kurio 7" Kindertablet                    | Ehldom           |
| 9+:                            | Boom Boom Balloon                        | Identity Games   |
| 12-99 jaar gezelschapsspellen: | Stenen Tijdperk                          | 999 Games        |
| 2011                           |                                          |                  |
| Baby en peuter 0-4 jaar:       | Lego Duplo Groot Ziekenhuis              | Lego             |
| Kleuter 4-6 jaar:              | Storio, educational multimedia system    | VTech            |
| Junior 6-8 jaar:               | Prinsessenkasteel                        | Playmobil        |
| Tiener 8-12 jaar:              | Het Grote Basisschoolspel                | Noordhoff        |
| 12+:                           | Trivial Pursuit Wedden dat je ‘t Weet    | Hasbro           |
| 2010                           |                                          |                  |
| Baby en peuter 0-4 jaar:       | Smartmax-Magnetic Discovery              | Smart            |
| Kleuter 4-6 jaar:              | Grote dierentuin                         | Playmobil        |
| Junior 6-8 jaar:               | Lego Spellen Minotaurus                  | Lego             |
| Tiener 8-12 jaar:              | Lego City Vrachttrein                    | Lego             |
| 12+:                           | Tricoda                                  | King             |
| 2009                           |                                          |                  |
| Baby en peuter 0-4 jaar:       | Stadsdierentuin                          | Lego             |
| Kleuter 4-6 jaar:              | Safari Verzorgingspost                   | Playmobil        |
| Junior 6-8 jaar:               | Mega Mindy Spel "de ontsnapte boef"      | Studio 100       |
| Tiener 8-12 jaar:              | 4x Vier op 'n rij                        | Hasbro           |
| 12+:                           | OnvoorSPELbaar Paul de Leeuw             | Identity Games   |
| 2008                           |                                          |                  |
| Baby en peuter 0-4 jaar:       | Leuk en Leerzaam Stad                    | Mattel           |
| Kleuter 4-6 jaar:              | Dierenkliniek                            | Playmobil        |
| Junior 6-8 jaar:               | Roadblock                                | Smart            |
| Tiener 8-12 jaar:              | Moov                                     | Berg Toys        |
| 12+:                           | De Lama´s het spel                       | Identity Games   |
| 2007                           |                                          |                  |
| Baby en peuter 0-4 jaar:       | Dora TV Globe                            | VTech            |
| Kleuter 4-6 jaar:              | Kidizoom                                 | VTech            |
| Junior 6-8 jaar:               | Lego Brandweerkazerne                    | Lego             |
| Tiener 8-12 jaar:              | Het Huis Anubis                          | Studio 100       |
| 12+:                           | Livequiz                                 | Identity Games   |
| 2006                           |                                          |                  |
| Baby en peuter 0-4 jaar:       | Koetje Boe                               | Jumbo            |
| Kleuter 4-6 jaar:              | Boswachtershuis                          | Playmobil        |
| Junior 6-8 jaar:               | Fur Real Friends Knuffelchimp            | Hasbro           |
| Tiener 8-12 jaar:              | Wildlife DVD bordspel                    | Identity Games   |
| 12+:                           | Lego Technick Truck                      | Lego             |
| 2005                           |                                          |                  |
| Baby en peuter 0-4 jaar:       | Ernie bij de dokter                      | Fisher-Price     |
| Kleuter 4-6 jaar:              | Piraten Schatkist                        | Playmobil        |
| Junior 6-8 jaar:               | FurRealfriends Slimme Speelhond          | Hasbro           |
| Tiener 8-12 jaar:              | Piratenschip                             | Hasbro           |
| 12+:                           | Carcassonne De Stad                      | 999 Games        |
| 2004                           |                                          |                  |
| Baby en peuter 0-4 jaar:       | Little people koninklijk kasteel         | Mattel           |
| Kleuter 4-6 jaar:              | V. Smile                                 | VTech            |
| Junior 6-8 jaar:               | FurRealfriends Panda                     | Hasbro           |
| Tiener 8-12 jaar:              | Meccano Design Auto                      | Nikko Europe     |
| 12+:                           | Sky Watcher                              | Nikko Europe     |
| 2003                           |                                          |                  |
| Baby en peuter 0-4 jaar:       | Playskool Airtivity Ballenbaan           | Hasbro           |
| Kleuter 4-6 jaar:              | Kid Knex Bug Eyed Buddies                | Hasbro           |
| Junior 6-8 jaar:               | Rewinder                                 | Tyco RC / Mattel |
| Tiener 8-12 jaar:              | Bladeracers                              | Nikko Europe     |
| 12+:                           | Cash & Run                               | Jumbo Nederland  |

### Winnaars in Nederland (categorie Spellen)
Hieronder de lijst met winnaars in de categorie Spellen in Nederland vanaf 1977.
- 2022: Click! The Great Wall (Jolly Dutch Productions)
- 2016: Escape Room the Game (Identity Games)
- 2015: geen spel
- 2014: De Legenden van Andor (999 Games)
- 2013: Triominos Tri-Balance (Goliath)
- 2012: Stenen Tijdperk (999Games)
- 2011: Trivial Pursuit Wedden dat je 't weet (Hasbro)
- 2010: Tricoda (King)
- 2009: OnvoorSPELbaar Paul de Leeuw (Identity Games)
- 2008: de Lama's het bordspel (Identity Games)
- 2007: Live Quiz (Identity Games)
- 2006: Wildlife DVD Bordspel (Identity Games)
- 2005: Carcassonne De Stad (999 Games)
- 2004: geen spel
- 2003: Cash & Run (Jumbo)
- 2002: geen spel
- 2001: Beurs Monopoly (Hasbro)
- 2000: Tik Tak Boem (Jumbo)
- 1999: De Kolonisten van Catan (999 Games)
- 1998: Elfenland (999 Games)
- 1997: Yali (Jumbo)
- 1996: Mollenmania (Ravensburger)
- 1995: Het groot Van Dale spel der Nederlandse taal (Jumbo)
- 1994: 's Werelds moeilijkste puzzel (Hasbro)
- 1993: Number Rumba (Speelgoed Van Putten)
- 1992: Coco Crazy (Ravensburger)
- 1991: Abalone (Goliath)
- 1990: Astrotime (Ravensburger)
- 1989: Tri-Ominos (Goliath)
- 1988: Timber (Otto Simon)
- 1987: Reis om de wereld in 80 dagen (Otto Maier/Ravensburger)
- 1986: Pisa (Jumbo)
- 1985: Kat en muis (Jumbo)
- 1984: De knikkerpot ( Engelhart Handelsonderneming B.V.)
- 1983: Scotland Yard (Otto Maier/Ravensburger)
- 1982: Babuschka (Otto Maier/Ravensburger)
- 1981: Haas en Schildpad (Otto Maier/Ravensburger)
- 1980: Treffer (Hausemann en Hötte/Jumbo)
- 1979: Shogun (Otto Maier Benelux/Ravensburger)
- 1978: Dolly Disc (Hausemann en Hötte)
- 1977: Wie ben ik (Otto Maier Benelux BV/Ravensburger)

## Soortgelijke verkiezingen
Ook in Vlaanderen wordt jaarlijks een prijs op dit gebied uitgedeeld. In Groot-Brittannië reikt de Britse vereniging van speelgoedhandelaren een 'Toy of the year' uit. In Duitsland wordt sinds 1979 het Spiel des Jahres uitgereikt. Dat is een onderscheiding die wordt toegekend aan bordspelen. Daarnaast wordt in Duitsland sinds 2001 het Kinderspiel des Jahres uitgereikt.

### Winnaars in Vlaanderen
Hieronder de lijst met winnaars in Vlaanderen sinds 2000. In Vlaanderen wordt geen leeftijdsonderscheid gemaakt.
2000
- Bead Babies - Smart Product (Smart)
- Biocolor - Collal (JPM Toys)
- Rush Hour - Binary Arts (JPM Toys)

2001
- Electro Start - Jumbo
- Plantcity - Plantoys (Dam)
- Matchitecture Avion - BJ Toys (JPM Toys)
- Odysseus - Jumbo

2002
- Paco & Lola - Amtoys
- Go Getter - Smart Product (Smart)
- 10 voor Topo - Jumbo

2003
- Trott'Porteur - Tomy
- Slot Sidderstein - Haba (Belong)
- Villa Paletti - Jumbo

2004
- Cotoons - Smoby
- Fix'n Go Car - Chicco
- Kabouterstad - Tilsit (Hodin)
- Electro Quizphone - Jumbo
- Puzzleball 540 sts - Ravensburger

2005
- Ontdekkinghuisje - Tomy
- Baby Annabell - Zapf
- Ducati Bike - Nikko
- Cella Magic - Tomy
- Rapido - Bamboo Games (Puppy)
- Niagara - Zoch (Fair Play)
- Monopoly 70 Jaar - Hasbro
- Verkeersspel - Jumbo
- Spy Lazer Alarm - Wild Planet (Sablon)
- V.Smile Pocket - Vtech
- Supergrote Mobiele Kraan - Lego
- RC Design Truck - Meccano

2006
- Da Vinci Code Het Spel - Identity Games (Hodin)
- Furreal Friends Knuffelchimp - Hasbro
- Kralenmolen - Fil en Image (Hodin)
- Hydro Freack - Spin Master (Ertel)
- Kip ik heb je! - Ravensburger
- RC Street Racing Orange Tuner - Meccano (Nikko)
- Kiekeboe Speelparadijs - Playskool (Hasbro)
- Digital Spy Camera - Wild Planet
- Roboreptile - Wowwee (Sablon)
- Alpha-Brik - Alpha Games

2007
- Kidizoom - Vtech
- Genius TV Progress - Vtech
- Paper Creation - Ravensburger
- Spelenderwijs Leerklok - Mattel
- Barbie Concert Live - Mattel
- Belegering van het Koningskasteel - Lego
- Pentago - Mindtwister AB (Hodin)
- Dokter Bibber Spoedoperatie - MB (Hasbro)
- Dragonfly - Wowwee (Sablon)
- Presto De kleine Muzikant - Editions Marine (MT Prod)

2008
- T’es fou louloup - Ebulobo (Macovi)
- Baby Space - Pharsana Chicco
- Barbie I design - Mattel
- Eye Clops - Jumbo
- Tribot - Wowwee (Sablon)
- Fischer Tip - Fischer (Bertoy)
- Cata Castor - Ravensburger
- Fischer Technick–Da Vinci - Fischer (Bertoy)
- Tandem z-1 - Sylverlit (Spectron)
- Pyramid - Ravensburger
- Puzzle extra - Jumbo

2009
- Draaimolentje van kleuren relax & play 0M+ - Pharsana Chicco
- Magic Melody Muziekfabriek - Tomy (Crea Fancy)
- Loop & Giechel pop - Mattel
- Heli Mission - Silverlit (Spectron)
- Harumika Starter Set - Bandai
- Woordenrace - Anaton's Editions (Asmodee Benelux)
- Suspect - Ravensburger
- Science X® Groene energie - Ravensburger
- V.Smile Motion - VTech
- Lego City Bouwplaats - Lego
- Colour Code - Smart Games (Smart)
- Safari Verzorgingspost - Playmobil Northern Europe
- Lulabie Slaapwel aromatherapie knuffelbeer - Scent a Brand (Macovi)

2010
- Mijn Sprekend Fotoalbum - Vtech
- Doodle Bugs Around We Go – Bright Starts (Chamo)
- Zhu Zhu Pets Hamster Fun House – Upper Deck (Asmodee)
- Snoepfabriek – Play-Doh (Hasbro)
- Lego City Vrachttrein – Lego
- Paper Jamz – Wowwee (Sablon)
- J-Kart – Nikko
- Grote Dierentuin – Playmobil
- Kidi Pop & Rock – Vtech
- Buzz It – Asmodee
- Hop Kikker Hop – Hasbro
- SmartCar – SmartGames (Smart

2014
- Activiteiten boot - Plan Toys

### Winnaars in Groot-Brittannië
In Groot-Brittannië wordt geen leeftijdsonderscheid gemaakt, maar wordt jaarlijks één prijswinnaar geselecteerd.
- 1965 - James Bond Aston Martin die-cast car
- 1966 - Action Man (Palitoy)
- 1967 - Spirograph (Denys Fisher)
- 1968 - Sindy (Pedigree Toys)
- 1969 - Hot Wheels
- 1970 - Sindy
- 1971 - Katie Kopykat writing doll
- 1972 - Plasticraft modelling kits
- 1973 - Mastermind board game
- 1974 - Lego Family set
- 1975 - Lego Basic set
- 1976 - Peter Powell (kite)
- 1977 - Playmobil Playpeople
- 1978 - Combine Harvester (Britains Limited)
- 1979 - Legoland Space kits
- 1980 - Rubik's Cube
- 1981 - Rubik's Cube
- 1982 - Star Wars toys
- 1983 - Star Wars toys
- 1984 - Masters of the Universe
- 1985 - Transformers (Optimus Prime)
- 1986 - Transformers (toyline)|Transformers (Optimus Prime)
- 1987 - Sylvanian Families
- 1988 - Sylvanian Families
- 1989 - Sylvanian Families
- 1990 - Teenage Mutant Ninja Turtles
- 1991 - Nintendo Game Boy
- 1992 - WWF Wrestlers
- 1993 - Thunderbird's Tracey Island
- 1994 - Power Rangers
- 1995 - Pogs
- 1996 - Barbie
- 1997 - Teletubbies
- 1998 - Furby
- 1999 - Furby Babies
- 2000 - Teksta
- 2001 - Bionicles (Lego)
- 2002 - Beyblades
- 2003 - Beyblades
- 2004 - RoboSapien
- 2005 - Tamagotchi Connexion
- 2006 - Doctor Who Cyberman Mask
- 2007 - In the Night Garden Blanket Time Igglepiggle
- 2008 - Ben 10 Action Figures 10” and 15”
- 2009 - Go Go Hamsters
- 2010 - Jet Pack Buzz Lightyear